# Allobates myersi
Allobates myersi (synoniem: Colostethus myersi) is een kikkersoort uit de familie van de Aromobatidae. De wetenschappelijke naam van de soort is voor het eerst geldig gepubliceerd in 1981 door William Frank Pyburn.
De kikker komt voor in Colombia en waarschijnlijk ook in Brazilië. Vermoedelijk worden de eieren in de grond begraven, en worden de larven door de ouderdieren naar een waterstroom getransporteerd.